# David Sylvian
David Sylvian, pseudonimo di David Alan Batt (Beckenham, 23 febbraio 1958), è un cantante, musicista compositore britannico, noto per essere stato frontman del gruppo musicale Japan e per la sua carriera solista, improntata a una musica sofisticata e sperimentale.

## Biografia
Dal 1978 al 1983 è stato la voce dei Japan, band londinese nata dal glam rock/new wave che negli ultimi album, da Gentlemen Take Polaroids fino a Tin Drum, si cimenterà in sonorità ispirate alla musica giapponese, grazie anche alla collaborazione di Ryūichi Sakamoto.
Ha poi intrapreso una carriera da solista tra musica elettronica, rock progressivo e musica d'ambiente. Ha collaborato con Ryūichi Sakamoto, Robert Fripp (negli album Gone to Earth, The First Day e Damage: Live), Bill Nelson, Holger Czukay (con il quale ha inciso Plight & Premonition e Flux + Mutability), Christian Fennesz, Mark Isham, Jon Hassell, David Torn, Chris Vrenna, Blonde Redhead, Virginia Astley, Arve Henriksen, Joan Wasser e molti altri.
Tra i suoi lavori si annoverano gli album Brilliant Trees, Gone to Earth, Secrets of the Beehive (considerato da molti la sua pietra miliare), The First Day (in collaborazione con Robert Fripp), Dead Bees on a Cake, Blemish e Snow Borne Sorrow con il progetto Nine Horses. La sua musica viene definita intimista, minimalista o rock postmoderno. Ha scritto una canzone dal titolo For the Love of Life per l'adattamento in anime del manga Monster di Naoki Urasawa, di cui diviene la sigla di chiusura per la prima metà della serie. Per Manafon del 2009 David Sylvian ha collaborato con Evan Parker, John Tilbury, Keith Rowe, Christian Fennesz, Yoshihide Otomo e altri.

## Stile musicale
Unendo glam rock, new wave, musica d'ambiente ed elettronica in modo molto personale, David Sylvian concepisce una musica d'autore ricca di sfumature ambientali che ha sovente risentito delle influenze stilistiche dei suoi molti collaboratori, come confermano, per esempio, i brani strumentali realizzati con Holger Czukay o le improvvisazioni composte insieme a Robert Fripp. Suoi sono anche brani più accessibili che seguono il formato brano musicale come quelli di Secrets of the Beehive (1987) e Dead Bees on a Cake (1999), commistioni di ambient e new age come quelle presenti in Brilliant Trees (1984), considerato una pietra miliare della musica d'atmosfera britannica, le composizioni elettroniche e dissonanti di Blemish (2003) e brani che «appartengono più al jazz e all'avanguardia che al rock sperimentale o all'ambient più colto» come conferma il più recente Manafon (2009).

Secondo le parole di Sylvian:

## Discografia

### Da solista
Album in studio
- 1984 – Brilliant Trees
- 1985 – Alchemy: An Index of Possibilities
- 1986 – Gone to Earth
- 1987 – Secrets of the Beehive
- 1999 – Dead Bees on a Cake
- 1999 – Approaching Silence
- 2003 – Blemish
- 2007 – When Loud Weather Buffeted Naoshima
- 2009 – Manafon
- 2014 – There's a Light that Enters Houses with No Other Houses in Sight

Album di remix
- 2003 – The Good Son Vs. The Only Daughter - The Blemish Remixes
- 2011 – Died in the Wool - Manafon Variations

Raccolte
- 1989 – Weatherbox
- 2000 – Everything and Nothing
- 2002 – Camphor
- 2010 – Sleepwalkers
- 2012 – A Victim of Stars 1982-2012

### Con Japan
- 1978 – Adolescent Sex
- 1978 – Obscure Alternatives
- 1979 – Quiet Life
- 1980 – Gentlemen Take Polaroids
- 1981 – Tin Drum
- 1983 – Oil on Canvas (Live)
- 1991 – Rain Tree Crow (pubblicato come Rain Tree Crow)

### Con Nine Horses
- 2005 – Snow Borne Sorrow
- 2007 – Money for All

### Collaborazioni
- 1988 – Plight & Premonition (con Holger Czukay)
- 1989 – Flux + Mutability (con Holger Czukay)
- 1990 – Ember Glance: The Permanence of Memory (con Russell Mills)
- 1993 – The First Day (con Robert Fripp)
- 1994 – Damage: Live (con Robert Fripp)
- 1995 – Marco Polo (Nicola Alesini e Pier Luigi Andreoni, featuring David Sylvian, Roger Eno, David Torn e Harold Budd)
- 2012 – Uncommon Deities (Jan Bang, Erik Honoré, featuring David Sylvian, Arve Henriksen e Sidsel Endresen)
- 2012 – Wandermüde (con Stephan Mathieu)
- 2017 – There Is No Love (con Rhodri Davies e Mark Wastell)